# بانديرانتس
بانديرانتِس ؛ أو عصابات البانديرانتس ، بانديراس حرفياً «حاملي الأعلام» (بالبرتغالية: Bandeirantes)، تُجار رقيق ومستكشفين ومغامرين وصيادي ثروات بُرتغاليون، عاشوا في القرن السابع عشر من أوائل فترة الإستعمار للبرازيل في أوائل البرازيل الاستعمارية.. ينحدرون مُعظمهم من منطقة ساو باولو، والتي كانت تُعرف باسم ساو فيسينتي حتى عام 1709 ثم باسم ساو باولو. قادوا بعثات تسمى الأعلام كما يُطلق عليها في البرتغالية، التي اخترقت المناطق الداخلية للبرازيل في أقصى الغرب من خط مُعاهدة توردسيلاس لعام 1494، الذي قسم رسمياً المجال القشتالي، والإسباني في وقت لاحق، (غرب) من المجال البرتغالي (شرق) في أمريكا الجنوبية.
كانت مُستوطنة ساو باولو بمثابة القاعدة الرئيسية لأشهر العصابات، مُعظم أفراد العصابات من نسل الجيل الأول والثاني من البرتغاليين الذين استقروا في ساو باولو،  لكن أعدادهم تضمّنت أيضًا العديد من الأشخاص المملوكين (أشخاص من أصول أوروبية وهندية). على الرغم من أنهم كانوا يهدفون في الأصل إلى القبض على الهنود واستعبادهم، بدأ العصابات لاحقًا في تركيز حملاتهم على العثور على مناجم الذهب والفضة والماس. عندما غامروا بالمناطق غير المُستغلة بحثًا عن الربح والمُغامرة، قاموا بتوسيع الحدود الفعلية للمُستعمرة البرازيلية.
تحدث «بانديرانتس» بلغات التوبي، وكانوا المصدر الرئيسي للأسماء الجغرافية في الداخل البرازيلي.

## الأسم
يأتي المصطلح بانديرا من bandeira البرتغالية أي العَلَم، وبالتالي، مجموعة من الجنود أو وحدة عسكرية منفصلة أو طرف مداهمة.في البرتغال في العصور الوسطى كانت بانديرا وحدة عسكرية مكونة من 36 جنديًا. لم يتم استخدام الكلمات من قبل العصابات أنفسهم، واستخدموا كلمات مثل الدخول (الإنترادا) والرحلة والصحبة والاكتشاف ونادرًا ما تكون أسطولًا أو حربًا. هناك كاتب واحد يؤرخ البانديرا من عام 1635 وبانديرانتس من عام 1740.

## العبودية

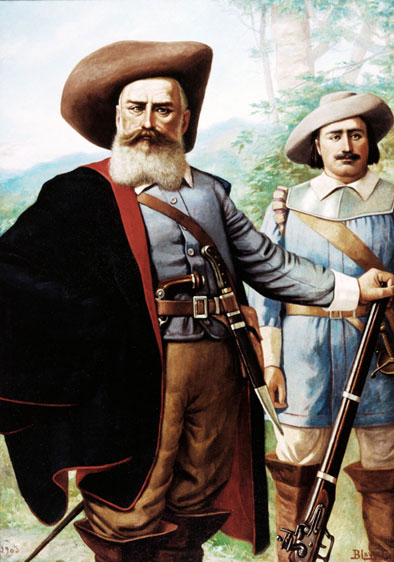
لوحة رومانسية لدومينغوس خورخي فيلهو ، الرائد البارز

قبل وجود العصابات كان المستوطنون البرتغاليون عُرفوا بـ «البوليستا». وكانت البرازيل في الأصل عبارة عن شريط ساحلي بين الجبال والبحر يسيطر عليها الرقيق زارعي قصب. عندما عبر البرتغاليون الجبال إلى هضبة ساو باولو، عُزِلوا عن البحر وواجهوا برية كبيرة في الشمال والغرب حيث قد يجدون ثرواتهم أو يموتون وهم يحاولون. استخدم البرتغاليون الساحليون العبيد الأفارقة بينما استخدم البوليستا العبيد أو العمال الهنود وكان الكثير منهم من الهنود.
كان التركيز الرئيسي لبعثات عصابات البانديرانتس هو القبض على السكان الأصليين واستعبادهم. لقد نفذوا ذلك بعدد من التكتيكات. عادةً ما يعتمد العصابات على الهجمات المفاجئة، ومجرد مداهمة القرى أو مجموعات السكان الأصليين، وقتل أي من قاوم، واختطاف الناجين. ويمكن أيضا استخدام الخداع؛ كان أحد التكتيكات الشائعة هو التنكر في زي اليسوعيين، وغالبًا ما كانوا يغنون القداس لإغراء السكان الأصليين بالخروج من مستوطناتهم. في ذلك الوقت، كان اليسوعيون يتمتعون بسمعة طيبة باعتبارهم القوة الاستعمارية الوحيدة التي عاملت السكان الأصليين إلى حد ما بشكل عادل في البعثات اليسوعية في المنطقة. إذا لم ينجح إغراء السكان الأصليين بالوعود، فإن العصابات تحيط بالمستوطنات وتشعل النار فيها، مما يجبر السكان على الخروج إلى العراء. في الوقت الذي كان أسعار العبيد الأفارقة باهظ الثمن نسبيًا، تمكن البانديرانتس من بيع أعداد كبيرة من العبيد الأصليين بأرباح ضخمة بسبب سعرهم غير المُكلف نسبيًا.
بحلول القرن السابع عشر، أصبحت البعثات اليسوعية هدفًا مفضلًا للرحلات الاستكشافية. في عام 1628، قامت فرقة بانديرا والتي نظمه انطونيو رابوسو تافاريس بمداهمة 21 قرية يسوعية في وادي بارانا الأعلى، واستولى في النهاية على حوالي 2500 من السكان الأصليين. كان تكتيك بانديرا هو وضع القبائل الأصلية ضد بعضها البعض من أجل إضعافهم، ثم استعباد كلا الجانبين.
في عام 1636، قاد تافاريس فرقة بانديرا، مؤلفة من 2000 هندي من الحلفاء و 900 مملوكاً و 69 من بوليستا البيض، للعثور على المعادن والأحجار الكريمة والقبض على الهنود للعبودية. كانت هذه الحملة وحدها مسؤولة عن تدمير معظم الإرساليات اليسوعية لغويرا الإسبانية واستعباد أكثر من 60.000 من السكان الأصليين. بين عامي 1648 و 1652، قاد تافاريس أيضًا واحدة من أطول الرحلات الاستكشافية المعروفة من ساو باولو إلى مصب نهر الأمازون، حيث قام بالتحقيق في العديد من روافده، بما في ذلك ريو نيغرو، والتي غطت في النهاية مسافة تزيد عن 10000 كيلومتر. سافرت البعثة إلى الأنديز كيتو، وهي جزء من نائب الملك الإسباني في بيرو، وبقيت هناك لفترة قصيرة في عام 1651. من بين 1200 رجل غادروا ساو باولو، وصل 60 فقط إلى وجهتهم النهائية في بيليم.

## صيد الذهب
بالإضافة إلى أسر السكان الأصليين كعبيد، ساعدت العصابات أيضًا في توسيع سلطة البرتغال من خلال توسيع سيطرتها على المناطق الداخلية البرازيلية. إلى جانب استكشاف هذه المنطقة واستيطانها، اكتشف البانديرانتس أيضًا ثروة معدنية للبرتغاليين، والتي لم يتمكنوا من الاستفادة منها في السابق.
في ستينيات القرن السادس عشر، عرضت الحكومة البرتغالية مكافآت لأولئك الذين اكتشفوا رواسب الذهب والفضة في داخل البرازيل. لذا، فإن العصابات مدفوعين بالربح، غامروا في أعماق البرازيل ليس فقط لاستعباد السكان الأصليين، ولكن أيضًا للعثور على مناجم والحصول على مكافآت حكومية. مع تناقص عدد السكان الأصليين، بدأ البانديرانتس في التركيز بشكل أكبر على العثور على المعادن.

## الإرث
كانت عصابات البانديرانتس مسؤولة عن اكتشاف الثروة المعدنية، كما كانت مسؤولة مع المبشرين، عن التوسيع الإقليمي لوسط وجنوب البرازيل. جعلت هذه الثروة المعدنية البرتغال ثرية خلال القرن الثامن عشر. نتيجة لعصابات البانديرانتس، أصبحت كابتن ساو فيسينتي أساس نائبة الملك في البرازيل، والتي ستستمر لتشمل الولايات الحالية لسانتا كاتارينا وبارانا وساو باولو وميناس جيرايس وجوياس وجزء من توكانتينز وكلاهما شمال وجنوب ماتو جروسو. كانت العصابات مسؤولة أيضًا عن العلاقات غير المستقرة بين الإمبراطورية الإسبانية والإمبراطورية البرتغالية، حيث شنوا حربًا غير معلنة على السكان الأصليين المتحالفين مع إسبانيا أو اليسوعيين. مع بقاء عدد قليل فقط من المستوطنات الإسبانية النائية وتجاوز غالبية البعثات اليسوعية، تم الاعتراف بالسيطرة الفعلية للبرتغال على معظم ما يعرف الآن بأراضي البرازيل الجنوبية الشرقية والجنوبية والوسطى الغربية من قبل معاهدات مدريد في عام 1750 وسان إلديفونسو في عام 1777. بالإضافة إلى ذلك، طردت البرتغال رسميًا اليسوعيين في عام 1759، مما قلل من قدرة اليسوعيين على المقاومة أكثر.
لم يتفق البانديرانتس واليسوعيون على معاملة السكان الأصليين. أراد اليسوعيون تحويل السكان الأصليين إلى المسيحية، بينما أراد البانديرانتس بيعهم كعبيد. حاول الأب أنطونيو رويز دي مونتويا، الزعيم اليسوعي، إيصال 12 ألفًا من السكان الأصليين إلى بر الأمان في الأرجنتين، في محاولة لإنقاذهم من البانديرانتس.
سلطت الاحتجاجات في عام 2020 الضوء على الجوانب الأكثر إثارة للجدل في نشاط البانديرانتس.

## فهرس
- ليمي، لويس غونزاغا دا سيلفا، "Genealogia Paulistana" (1903-1905)
- Leme, Pedro Taques de Almeida Paes, "Nobiliarquia Paulistana Histórica e Genealógica", Ed. São Paulo University (1980, São Paulo).
- Taunay, Afonso de E., "Relatos Sertanistas", Ed. São Paulo University (1981, São Paulo) *
- Taunay, Afonso de E., "História das Bandeiras Paulistas", Ed. Melhoramentos (São Paulo)
- Franco, Francisco de Assis Carvalho, "Dicionário de Bandeirantes e Sertanistas do Brasil", Ed. São Paulo University, São Paulo, Ed Itatiaia, Belo Horizonte (1989)
- Deus, Frei Gaspar da Madre de, "História da Capitania de São Vicente", Ed. São Paulo University (1975, São Paulo)
- Crow, John A., “The Epic of Latin America,” (London, 1992)
- Hemming, John, "Red Gold: The Conquest of the Brazilian Indians, 1500–1760 (London, 1978)